# Ратчабурі – Вангной
Ратчабурі – Вангной — газопровід в центральній частині Таїланду, який первісно створили для транспортування блакитного палива, що імпортоване з М'янми.
У 1998-му м’янмарський природний газ по трубопроводу Пілок – Ратчабурі прийшов до тайської провінції Ратчабурі, що знаходиться на захід від столиці країни Бангкоку. А вже у 2000-му частину цього ресурсу спрямували до великої теплової електростанції Вангной, яка розташована за чотири десятки кілометрів на північний схід від столиці, для чого проклали газопровід завдовжки 154 км, що виконаний в діаметрі 750 мм. При цьому можливо відзначити, що до Вангной вже був поданий ресурс із узбережжя Сіамської затоки по трубопроводу Бангпаконг – Вангной.
З 2007 року протранспортований по Ратчабурі – Вангной ресурс передається до газопроводу Сайной – Бангкок-Південь, що також відомий як RA6 – Бангкок-Південь, оскільки він починається від клапанної станції RA#6. При цьому з якогось моменту на RA6 відбувається змішування ресурсу м’янмарського походження із природним газом, отриманим по реверсованій ділянці Вангной – RA6.
У другій половині 2010-х виникли побоювання щодо поставок м’янмарського блакитного палива через вичерпання родовищ (до того ж, в 2021 році ситуація у М’янмі погрішилась через військовий переворот). В таким умовах Таїланд приділяє все більше уваги імпорту зрідженого природного газу, одним з маршрутів транспортування якого має стати П’ятий трубопровід, що завершуватиметься на клапанній станції RA6. Це дозволить подавати ресурс на захід по реверсованій ділянці RA6 – Ратчабурі, крім того, від RA6 до однієї з клапанних станцій трубопроводу Пілок – Ратчабурі прокладуть газопровід завдовжки 120 км та діаметром 750 мм, що матиме пропускну здатність на рівні 11,3 млн м3 на добу (можливо відзначити, що в провінції Ратчабурі з розрахунку на цей ресурс споруджується потужна ТЕС Хінконг).
Окрім ТЕС Вангной поблизу траси трубопроводу Ратчабурі – Вангной знаходяться й інші численні об’єкти електроенергетики, розраховані на споживання блакитного палива, як то ТЕЦ Gulf CRN, ТЕЦ Наванакорн (NNEG), ТЕЦ Наванакорн (RATCH Cogeneration), ТЕЦ Bangpa-in Cogeneration.